# Lobelia macrodon
Lobelia macrodon är en klockväxtart som först beskrevs av Joseph Dalton Hooker, och fick sitt nu gällande namn av Thomas G. Lammers. Lobelia macrodon ingår i släktet lobelior, och familjen klockväxter. Inga underarter finns listade i Catalogue of Life.